# Krijn ter Braak

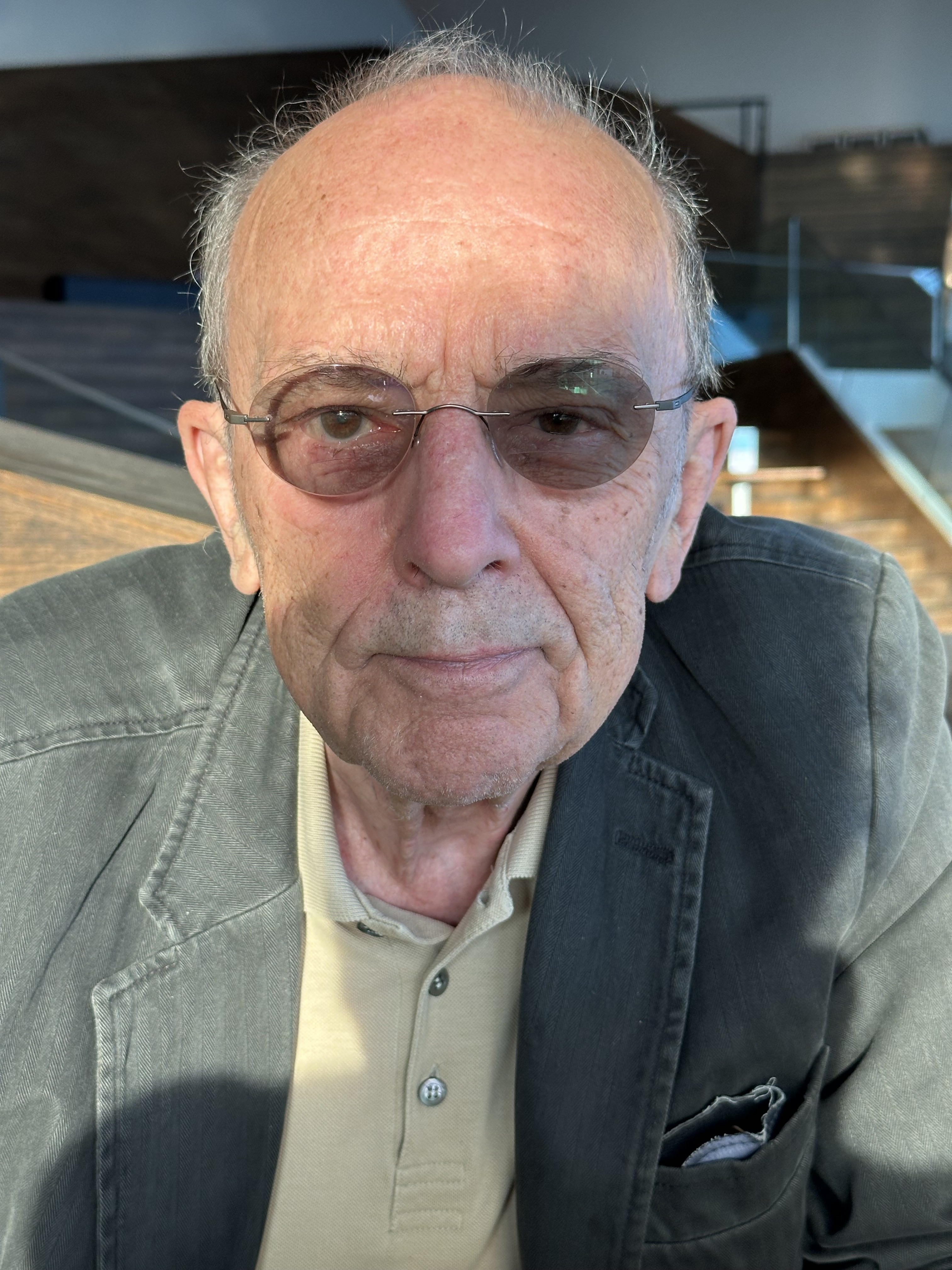
Portret Krijn ter Braak (2025).

Krijn ter Braak (Den Haag, 28 juni 1941) is een Nederlandse televisie- en theaterregisseur, (hoorspel)acteur en voormalig redacteur bij de VPRO. Hij wordt beschouwd als de geestelijke vader van het televisieprogramma Zomergasten.

## Carrière
Na het Erasmiaans Gymnasium te hebben afgerond koos Ter Braak in eerste instantie voor een rechtenstudie, maar maakte reeds na een jaar de overstap naar de Amsterdamse Toneelschool. In 1965 behaalde hij daar zijn diploma als acteur (dit examenjaar kreeg de Top Naeff-prijs), een jaar later ook als regisseur. Vervolgens regisseerde hij onder meer bij de Nederlandse Comedie, Toneelgroep Studio en het Zuidelijk Toneel Globe, waar hij tussen 1969 en 1970 tevens als artistiek leider werkzaam was. Vervolgens maakte hij de overstap naar de televisiewereld; na vanaf 1971 twee jaar bij de IKON als regisseur te hebben gewerkt, stond hij vanaf 1973 bij de VPRO onder contract als televisieregisseur.
In het voorjaar van 1988 kwam Ter Braak, op dat moment hoofd televisiedrama bij de VPRO, met het idee voor een avondvullend marathoninterview om de zomerzendtijd van de omroep te vullen. Men was op zoek naar een programma dat slechts een klein budget behoefde en eenvoudig kon worden geproduceerd. Datzelfde jaar nog werden de eerste afleveringen van Zomergasten uitgezonden, met journalist Peter van Ingen als gastheer. Ter Braak nam zelf de regie en eindredactie op zich, tot hij in 1990 na een conflict met de VPRO daar vertrok. Na inspraak van toenmalig hoofdredacteur Roelof Kiers werd alsnog de zin "Naar een idee van Krijn ter Braak" toegevoegd aan de aftiteling van iedere uitzending, hetgeen tot op de dag van vandaag nog gebeurt.
Ter Braak stapte over naar de NPS, waar hij opnieuw de regie van een aantal producties in handen nam. Vanaf 1997 zou hij ook weer voor de VPRO werken. Tezamen met regisseur Peter te Nuyl maakte hij de radiobewerking van J.J. Voskuils roman "Het bureau", een hoorspelserie in 460 delen. In 2003 kwam hij in samenwerking met Hans Fels tot een documentaire over zijn oom Menno ter Braak, getiteld "Het tweede gezicht". Als acteur speelde hij onder meer mee in Medea, 06/05, Vuurzee, De uitverkorene, Buddenbrooks en Süskind.
In samenwerking met de Digitale Bibliotheek voor de Nederlandse Letteren maakte Ter Braak: mennoterbraak.nl (2010) voor de Stichting Menno ter Braak (initiatief en eindredactie), eduperron.nl (2015) voor het E. du Perron Genootschap (initiatief en eindredactie) en multatuli.online (2020) voor het Multatuli Genootschap (initiatief en eindredactie).

## Producties

### Als acteur
- De kleine zielen - Otto (1969)
- Hoffmans vertellingen - Pacifist (1971)
- Gyges en Kandaules - Gyges (1974)
- Max Havelaar of de koffieveilingen der Nederlandsche handelsmaatschappij - Verbrugge (1976)
- Dokter Glas - Man op spreekuur (1979)
- De Lemmings - Begrafenisondernemer De Vries (1981)
- Van de koele meren des doods - Vader (1982)
- Dr. Faustus - Johan Vuist (1983)
- De aanslag - Oom Peter (1986)
- Recht voor z'n Raab - Jos Nelissen (1992)
- Pleidooi - Rinus de Keyzer (1993)
- Belle van Zuylen - Madame de Charrière - Mr. Suard (1993)
- De tussentijd - Professor (1993)
- We zijn weer thuis - Coenraad Flinterman (1992-1994)
- 12 steden, 13 ongelukken (1995)
- Aletta Jacobs, het hoogste streven - Hoogleraar (1995)
- Zwarte sneeuw - Edens (1996)
- Unit 13 - Van der Dussen (1997)
- Gaston's War - Officer Jan (1997)
- Left Luggage - Grootvader (1998)
- Somberman's aktie - Spijkers (2000
- Mariken (2000)
- De belager - Partijvoorzitter (2000)
- Baantjer - Vader Bouwman (2000)
- Blauw blauw - Mr. Gerritsen (2000)
- Dok 12 - Theo van Bracht (2001)
- Wilhelmina - Baron van Geen (2001)
- De nacht van Aalbers - Frits Aalbers (2001)
- Noordeloos (2001)
- The Discovery of Heaven - Man in auditorium (2001)
- Brush with Fate - Meester de Kooning (2003)
- Wet & Waan - Oomen (2003)
- 06/05 - Man in vergadering (2004)
- Medea - Moyra (2005)
- Gadjé - Van Leeuwen (2005)
- Enneagram - Van Leeuwen (2005)
- Vuurzee - Rechter (2006)
- De uitverkorene - Dominee Visser (2006)
- Gijpstra & de Gier - Seizoen 5: "Carpe Diem" en "Für Elise" als Frits van Landzaat (2007)
- Radeloos - Dokter Buijs (2008)
- Buddenbrooks - Meneer Arnoldsen (2008)
- De co-assistent - Fijnstof (2010)
- Süskind - Dr. Sluzker (2012)
- Daglicht (film) - Van de Akker sr. (2013)

### Als regisseur
- De dief (VPRO, 1974)
- De steen (VPRO, 1974)
- Gyges en Kandaules (VPRO, 1974)
- Herenleed (VPRO, 1975-1990)
- De schrijvers (VPRO, 1981)
- De letteren (VPRO, 1982)
- Zomergasten (VPRO, 1988-1990)
- Scènes uit Cerceau (VPRO, 1988)
- Theatermaker Petr Stein (NPS, 1994)
- De tijd en de fantasten (NPS, 1994)
- Theatermaker Ton Lutz (NPS, 1994)
- Acteurs spelen emoties (NPS, 1995)
- Theaterschool Zagreb (NPS, 1995)
- Regisseurs regisseren acteurs (NPS, 1996)
- Diogenes - Aflevering "De meeuw" (i.s.m. Kees de Groot van Embden, VPRO, 1997)
- Museumplein (i.s.m. Max van Rooy, NPS, 1999)
- Het tweede gezicht (i.s.m. Hans Fels, VPRO, 2003)